# Ricla
Ricla est une commune d’Espagne, dans la province de Saragosse, communauté autonome d'Aragon. Elle appartient à la comarque de Valdejalón